# Серый варан
Серый, или пустынный варан (лат. Varanus griseus), — крупное пресмыкающееся рода варанов. К началу XXI века выделяются три подвида. Вид распространён в странах Северной Африки, Передней и Центральной Азии.

## Классификация
Серый варан относится к роду варанов подотряда ящериц. В 1803 году был первоначально описан как Tupinambis griseus. Другие синонимы — Varanus scincus, Psammosaurus griseus, Monitor scincus, Varanus ornatus. К началу XXI века выделены три подвида:
- номинативный подвид Varanus griseus griseus
- Среднеазиатский серый варан (Varanus griseus caspius Eichwald, 1831), наиболее крупный подвид[5]
- Varanus griseus koniecznyi  Mertens, 1954, самый мелкий подвид[5]

## Внешний вид
Серый варан — очень крупная ящерица (как в Египте, так и на территории СССР — крупнейший вид этого подотряда). Для особей, обитающих в Египте, средняя общая длина тела без хвоста — 46 см, отношение длины хвоста к длине тела — 1,4 к 1. Максимальная зафиксированная масса нормативного подвида составляет 1261 г для взрослого самца из Израиля. Длина тела наиболее крупного среднеазиатского подвида от 45 до 60 см, хвоста — от 85 до 90 см, масса тела — до  3,5 кг, хотя обычно не превышает 1 кг. V. g. koniecznyi — самый мелкий подвид, масса которого не превышает 580 грамм. Как правило, окраска верхней половины тела песочно-жёлтая, серая или светло-бурая, с плохо различимыми продольными тёмными полосами на шее со стороны глаз и на хвосте (у V. g. griseus количество таких полос больше, у V. g. koniecznyi меньше). У некоторых взрослых особей встречаются кремовые пятна или более тёмные пестрины, вытянутые в направлении хвоста. Молодые особи окрашены ярче, обычно оранжевые или жёлтые, с чёткими тёмными полосами.
Голова вытянутая, максимальная ширина больше высоты, верхнебоковой край морды формирует ясно выраженное ребро. Очень длинный язык на конце глубоко раздвоен. Зубы острые, тесно посаженные. Ноздри представляют собой диагональные щели, расположенные ближе к глазам, чем к кончику носа. Уши — вытянутые щели, лишь слегка приоткрывающие барабанную полость. Радужная оболочка глаз бледно-жёлтая. Чешуи на голове очень мелкие, зерновидные, почти равного размера.
Тело вытянутое, мощное, с крепкими конечностями. Чешуи на спине небольшие, зерновидные, круглые, каждая чешуя окружена кольцами мелких зёрнышек. На шее чешуи более крупные, конусовидной или ладьевидной формы. На животе чешуи по форме приближаются к квадрату и располагаются поперечными рядами. Хвост вытянутый, цилиндрический (у V. g. caspius сплюснутый с боков), хлыстовидный, не отбрасывается. Хвостовой гребень отсутствует. У хвостовых чешуй имеется более выраженная килеватость.

## Распространение и образ жизни
В Африке серый варан обитает в странах Северной Африки от Рио-де-Оро в Западной Сахаре до Египта и Судана и в прилегающих к ним с юга странах (Чад, Нигер, Мали). В Азии населяет страны Среднего Востока, включая Турцию, страны Средней Азии, Казахстан, Афганистан, Пакистан и северо-запад Индии. В последних двух странах встречается подвид V. g. koniecznyi, а в Западном Пакистане и Иране на север вплоть до северных районов Казахстана — V. g. caspius.

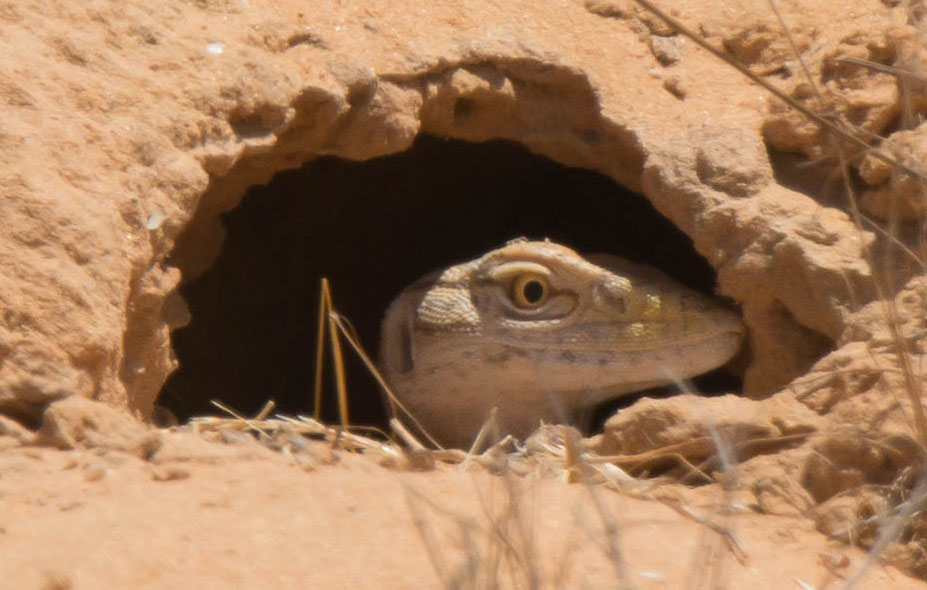
Голова серого варана выглядывает из норы

Среда обитания серого варана разнообразна, включая в том числе влажные прибрежные солончаки, но в основном он встречается в степях, полупустынях и пустынях. Предпочитает твёрдые грунты, лёссы, закреплённые пески, как правило, не лишённые растительности. Под жильё расширяет норы песчанок, сусликов, черепах. Хотя серый варан — не стайное животное, иногда попадаются скопления нор на небольшой площади, известные как «поселения». В границах поселений особи обычно уживаются мирно, хотя возможны ритуальные поединки с целью утверждения главенства.
Максимальная известная продолжительность жизни в неволе — 17 лет. Ведёт дневной образ жизни, появляясь из норы с рассветом и прогреваясь на солнце перед дневной активностью. Зимние норы покидает позже других ящериц, во второй половине марта или начале апреля. Брачной активности обычно предшествует достаточно длительный период ухаживания, яйца откладываются в конце июня — начале июля. В кладке от 10 до 20 яиц (по другим данным, от 6 до 23); длина яйца среднеазиатского серого варана от 40 до 55 мм, ширина от 18 до 22, масса 8—15 г. После того, как яйца отложены, самка плотно закупоривает яйцевую камеру песком и остаётся поблизости, чтобы защищать кладку от других варанов. Инкубационный период продолжается порядка 110 дней, детёныши вылупляются во второй половине осени, но не пробиваются на поверхность, а так же, как взрослые особи, впадают в зимнюю спячку.
Серый варан — хищник, в рацион которого входят в основном мелкие млекопитающие и пресмыкающиеся, включая молодых черепах, агам, ядовитых змей, грызунов, зайцеобразных, ежей и даже карликовых мангустов, а также падаль, различные насекомые и паукообразные. Иногда также ловит различных птиц и разоряет гнёзда. Этому виду не чужд и каннибализм. В поисках добычи удаляется от норы на расстояние до 5—6 километров (среднеазиатский подвид — на 300—500 метров), возвращаясь домой к закату. Добычу атакует активным преследованием, кусает за шею и ожесточённо трясёт в пасти, после чего заглатывает целиком; причем иногда проглатываемое животное может быть сопоставимо с вараном по весу. Может забираться за добычей на дерево, вырывать её из-под земли или догонять вплавь.